# Stenus dispar
Stenus dispar är en skalbaggsart som beskrevs av Thomas Casey. Stenus dispar ingår i släktet Stenus och familjen kortvingar. Inga underarter finns listade i Catalogue of Life.